# جنسنایا
جنسنایا (انگلیسی: Jensnaya) یک شهرک در شهرستان جزین و در کشور لبنان است.